# HBTQ-rättigheter i Finland

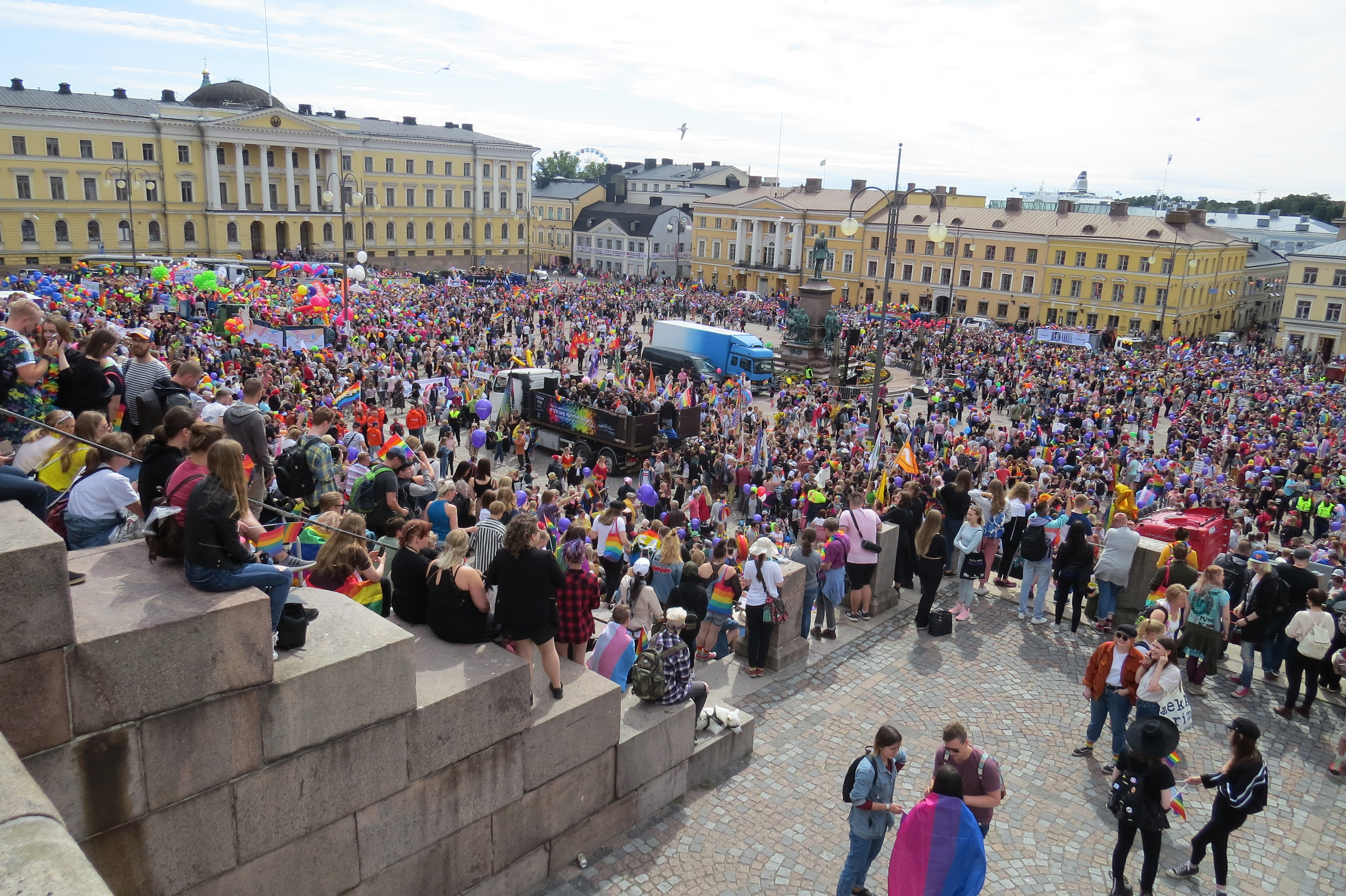
Helsingfors Pride 2019

HBTQ-rättigheter i Finland hör till de mer progressiva i världen, även om staten har fått kritik för bland annat sin hantering av könsbekräftande behandling.

## Historia
Homosexuella förhållanden och akter kriminaliserades i Finland år 1894. Dessa straffades med maximalt två års fängelse. Innan 1894 kunde homosexualitet straffas med döden, men det är oklart hur många som faktiskt dömdes. Homosexualitet avkriminaliserades år 1971. Efter detta kriminaliserades det att uppmana till homosexualitet. Ingen blev dock dömd för detta. Lagen förbjöd inte heller att skildra homosexualitet i medier, litteratur, konst eller i allmänhet. Lagen anses ha varit en kompromiss för att få mer konservativa riksdagsledamöter att stödja avkriminaliseringen av homosexualitet. Lagen om det så kallade "uppmaningsförbudet" var i kraft tills 1999.
Bland dem som invandrade till Sverige från Finland på 1960- och 1970-talen fanns oproportionerligt många som tillhörde sexuella minoriteter. Orsaken till detta var en mer accepterande atmosfär i Sverige.
2004 blev Oras Tynkkynen (de gröna) den första öppet homosexuella riksdagsledamot som blev invald till Finlands riksdag.
Transvestitism, sadomasochism och fetischism togs bort från sjukdomsklassifikation år 2011.

## Samkönade relationer
Samkönade parförhållanden erkändes år 2002. Riksdagen röstade igenom lagen den 28 september 2001 med röstsiffrorna 99 mot 84. Lagen erkände samkönat partnerskap som jämställt med äktenskap som då endast gällde för en man och en kvinna. Samkönade par fick rätten till närståendeadoption år 2009.
2013 inleddes en namninsamling för ett medborgarinitiativ för en jämlik äktenskapslag. En del av initiativets målsättning var också att möjliggöra ett gemensamt efternamn för ett samkönat par. Initiativet behövde samla in 50 000 underteckningar inom sex månader (i detta fall 19 mars – 19 september). Sist och slutligen fick det över 166 851 underteckningar. Riksdagen röstade för att förändra äktenskapslagen med 101 mot 90 den 12 december 2014. Den jämlika äktenskapslagen trädde i kraft den 1 mars 2017. Det blev då också möjligt att omvandla tidigare ingådda registrerade partnerskap till ett äktenskap genom en anmälan till magistraten.
Den evangelisk-lutherska kyrkan i Finland anser fortfarande att äktenskapet är mellan en man och en kvinna och har inte förändrat sin vigselpraxis. Kyrkans nuvarande ärkebiskop Tapio Luoma, som valdes till posten år 2018, har sagt att äktenskapet är mellan en man och en kvinna men påpekade att han kan inte inlägga sitt veto mot kyrkomötets beslut om det vill tillåta kyrklig vigsel för också samkönade par. Efter att kyrkan deltog officiellt i Helsingfors Pride 2019 för första gången sade Luoma att det är bara en tidsfråga då kyrkan i Finland förändrar sin ståndpunkt.

## Rättigheter för transpersoner

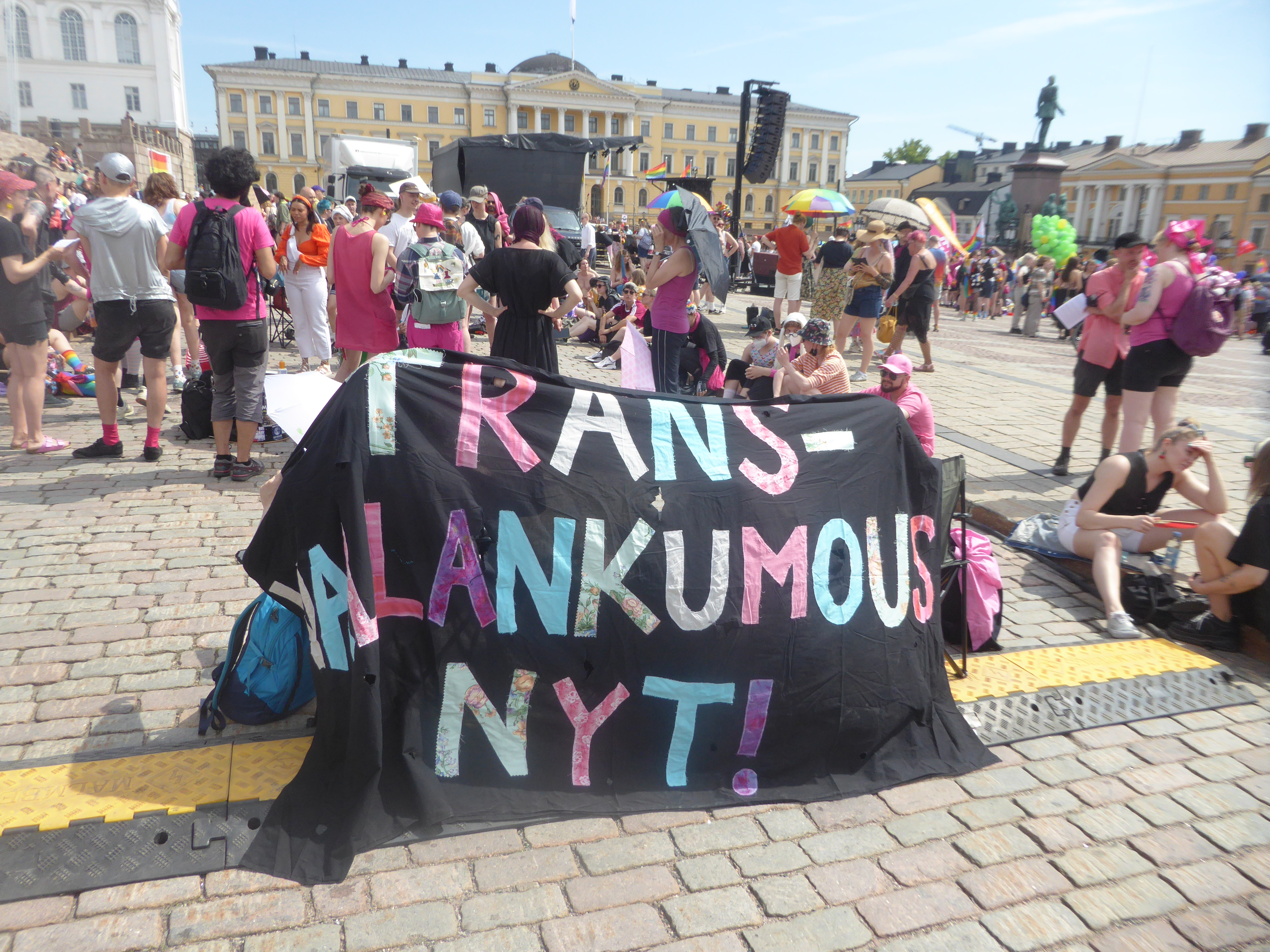
Banderoll vid Helsingfors Pride 2022

Könsbekräftande behandling har varit möjligt i Finland sedan 2002. I nuläget ryms den könsbekräftande vården inom ramen för den offentliga hälsovården. Finland var det sista nordiska landet som krävde sterilitet för att lagligt ändra juridiskt kön. Finland har blivit kritiserat av bland annat FN och Europadomstolen på grund av sterilitetskravet.
Ett borttagande av steriliseringskravet fanns med på programmet för regeringen Rinne år 2019. Betänketid för könskorrigering skulle också införas. Detta bekräftades vid regeringen Marins tillträde senare samma år.
I april 2021 startade föreningen Trans.rf ett medborgarinitiativ för en ny translag. Initiativet samlade över 50 000 underskrifter på två dygn och kvalificerade sig därmed för riksdagsbehandling. Vid Helsingfors Pride 2022 tillkänagav Sanna Marin att lagen skulle lämnas över till Riksdagen under hösten, något som även gjordes. Omröstningen ägde rum 1 februari 2023 och Riksdagen biföll lagen, som innebär ett avskaffat steriliseringskrav och tillåter ändring av juridiskt kön genom självidentifikation. Anmälan görs till Myndigheten för digitalisering och befolkningsdata, som efter en väntetid på en månad kan utfärda beslut om ändrat juridiskt kön. Lagen kräver en vänteperiod på ett år mellan ändringar om inte särskilt vägande skäl finns.

## Översiktstabell
| Händelse                                                                       | År   | Källa  |
| ------------------------------------------------------------------------------ | ---- | ------ |
| Homosexualitet avkriminaliseras                                                | 1971 | [ 5 ]  |
| Jämställd sexuell myndighetsålder                                              | 1999 | [ 4 ]  |
| Lagstiftningen mot diskriminering i allmänheten (som en del av nya grundlagen) | 2000 | [ 4 ]  |
| Lagstiftning mot diskriminering i arbetslivet                                  | 2001 | [ 4 ]  |
| Erkännande av samkönade parförhållanden                                        | 2002 | [ 15 ] |
| Könsbekräftande behandling erkänns i lagstiftningen                            | 2002 | [ 4 ]  |
| Närståendeadoption                                                             | 2009 | [ 4 ]  |
| Samkönat äktenskap                                                             | 2017 | [ 4 ]  |
| Samkönad adoption                                                              | 2017 | [ 28 ] |